# Zara (incrociatore)
Lo Zara fu un incrociatore pesante della Regia Marina, che diede il nome alla omonima classe, evoluzione della classe Trento e che comprendeva anche le navi Pola, Fiume e Gorizia.

## Storia
Costruito presso il cantiere OTO della Spezia, fu varato il 27 aprile 1930 ed entrò in servizio il 20 ottobre 1931. All'inizio della seconda guerra mondiale era inquadrato nella Iª Divisione Incrociatori della Iª Squadra di base a Taranto quale ammiraglia di Divisione con insegna dell'Ammiraglio Pellegrino Matteucci con in dotazione gli idrovolanti IMAM Ro.43. Lo Zara partecipò alle principali missioni belliche della Regia Marina nel conflitto come la battaglia di Punta Stilo (9 luglio 1940) e la battaglia di Gaudo (28 marzo 1941) che fu il preludio alla battaglia di Capo Matapan (29 marzo 1941): in tale occasione lo Zara venne affondato assieme agli incrociatori Pola e Fiume ed ai cacciatorpediniere Alfieri e Carducci. 

### La perdita
Lo Zara (al comando del CV Luigi Corsi, comandante in seconda CF Vittorio Giannattasio) nave di bandiera dell'ammiraglio Carlo Cattaneo, comandante la I Divisione, venne inviato in soccorso del Pola, colpito da un siluro di uno Swordfish britannico e immobilizzato dalla totale mancanza di energia elettrica e forza motrice. Oltre ad esso, venne inviato il gemello Fiume e la IX Squadriglia cacciatorpediniere, composta dai caccia Oriani, Alfieri, Carducci e Gioberti.
Arrivate nella zona dove si aspettavano di trovare il Pola, prive di radar e quindi impossibilitate a rilevare minacce nell'oscurità che nel frattempo era calata, la squadra italiana (che giunse in prossimità del Pola addirittura con i calibri "chiusi" dai tappi previsti per la normale navigazione notturna in acque non ostili) fu cannoneggiata, a sorpresa e da distanza estremamente ridotta di circa 6 miglia, dalle corazzate inglesi Barham, Valiant e Warspite. Lo Zara, che procedeva in testa alla formazione, fu centrato da numerose salve di grosso calibro incendiandosi e finendo fuori combattimento in circa quattro minuti, senza avere la possibilità di allontanarsi o rispondere al fuoco. Il comandante ordinò l'autoaffondamento; mentre l'ordine veniva eseguito da un gruppo di volontari guidati dal tenente colonnello del genio navale Domenico Bastianini, sopraggiunse il cacciatorpediniere Jervis, che lanciò quattro siluri contro l'incrociatore. Centrato da due di essi, lo Zara saltò in aria. Morirono 782 dei 1098 uomini a bordo, fra cui l'ammiraglio Cattaneo ed il comandante della nave, c.v. Luigi Corsi, che avevano deciso di affondare con la nave. Dei sopravvissuti, 279 furono catturati dagli inglesi.

## Comandanti
- capitano di vascello Giuseppe Raineri Biscia (dal 20 ottobre 1931 al 27 settembre 1933);

- capitano di vascello Luigi Spalice (dal 28 settembre 1933 al 15 settembre 1934);

- capitano di vascello Enrico Accorretti (dal 16 settembre 1934 al 14 agosto 1935);

- capitano di vascello Pellegrino Matteucci (dal 15 agosto 1935 al 27 settembre 1937);

- capitano di vascello Emilio Ferreri (dal 28 settembre 1937 al 27 ottobre 1938);

- capitano di vascello Antonio Muffone (dal 28 ottobre 1938 al 2 marzo 1940);

- capitano di vascello Luigi Corsi (+) (dal 3 marzo 1940 al 29 marzo 1941).

## Galleria d'immagini

L'incrociatore Zara visto dall'alto
Le artiglierie dell'incrociatore Zara
Lo Zara al molo con la sua Divisione
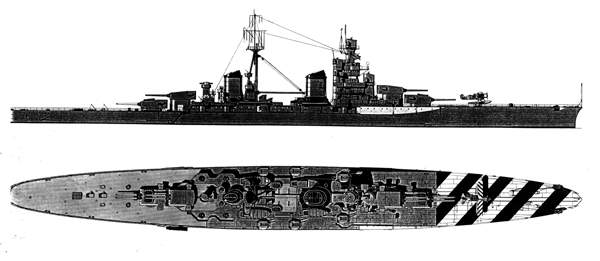
Il disegno a due viste dello Zara